# Port lotniczy Mykonos
Port lotniczy Mýkonos (IATA: JMK, ICAO: LGMK) – port lotniczy położony 4 km od miasta Mýkonos, na wyspie Mýkonos, w Grecji.
Czas transferu z lotniska do miasta wynosi około 10 minut. Nie ma usług publicznych działających od miasta do lotniska. Postój taksówek znajduje się przed terminalem. Wiele hoteli również proponuje transport na lotnisko przez prywatne minibusy.
Poza sezonem turystycznym lotnisko ma ograniczone połączenia lotnicze i godziny pracy.

## Linie lotnicze i połączenia
| Linia lotnicza                | Kierunek |
| ----------------------------- | --- |
| Aegean Airlines               | 1. Ateny Sezonowo: 1. Tel Awiw |
| AeroItalia                    | Sezonowo: 1. Mediolan-Bergamo |
| Air France                    | Sezonowo: 1. Paryż-Charles de Gaulle |
| Air Serbia                    | Sezonowo: 1. Belgrad (od 6 czerwca 2025) |
| Animawings                    | Sezonowo: 1. Bukareszt |
| Arkia Israel Airlines         | Sezonowo: 1. Tel Awiw |
| Austrian Airlines             | Sezonowo: 1. Wiedeń |
| Bluebird Airways              | Sezonowo: 1. Tel Awiw |
| British Airways               | Sezonowo: 1. Londyn-City 2. Londyn-Gatwick 3. Londyn-Heathrow |
| Cyprus Airways                | Sezonowo: 1. Larnaka |
| easyJet                       | Sezonowo: 1. Amsterdam 2. / Bazylea 3. Bristol 4. Genewa 5. Londyn-Gatwick 6. Londyn-Luton 7. Lyon 8. Manchester 9. Mediolan-Malpensa 10. Neapol 11. Nicea 12. Paryż-Charles de Gaulle 13. Paryż-Orly 14. Wenecja |
| Edelweiss Air                 | Sezonowo: 1. Zurych |
| Etihad Airways                | Sezonowo: 1. Abu Zabi |
| Eurowings                     | Sezonowo: 1. Düsseldorf 2. Hamburg 3. Praga 4. Sztokholm-Arlanda 5. Stuttgart |
| Eurowings Discover            | Sezonowo: 1. Frankfurt 2. Monachium |
| Flydubai                      | Sezonowo: 1. Dubaj |
| Flynas                        | Sezonowo: 1. Rijad |
| Gulf Air                      | Sezonowo: 1. Bahrajn |
| Iberia Express                | Sezonowo: 1. Madryt |
| Jet2.com                      | Sezonowo: 1. Manchester (do 15 października 2023) |
| Kuwait Airways                | Sezonowo: 1. Kuwejt |
| Lufthansa                     | Sezonowo: 1. Frankfurt 2. Monachium |
| Luxair                        | Sezonowo: 1. Luksemburg |
| Middle East Airlines          | Sezonowe czartery: 1. Bejrut |
| Neos                          | Sezonowo: 1. Bolonia 2. Mediolan-Malpensa 3. Rzym-Fiumicino 4. Werona |
| Norwegian Air Shuttle         | Sezonowo: 1. Sztokholm-Arlanda |
| Olympic Air                   | Sezonowo: 1. Saloniki |
| Qatar Airways                 | Sezonowo: 1. Doha |
| Ryanair                       | Sezonowo: 1. Bolonia 2. Budapeszt 3. Neapol 4. Pafos 5. Wiedeń |
| Saudia                        | Sezonowo: 1. Rijad |
| Scandinavian Airlines System  | Sezonowo: 1. Sztokholm-Arlanda |
| Sky Express                   | 1. Ateny Sezonowo: 1. Saloniki |
| Swiss International Air Lines | Sezonowo: 1. Genewa 2. Zurych |
| Transavia.com                 | Sezonowo: 1. Amsterdam 2. Paryż-Orly |
| TUI fly Belgium               | Sezonowo: 1. Bruksela |
| Volotea                       | Sezonowo: 1. Ateny 2. Bari 3. Marsylia 4. Nantes 5. Neapol 6. Wenecja |
| Vueling Airlines              | Sezonowo: 1. Barcelona 2. Rzym-Fiumicino |
| Wizz Air                      | Sezonowo: 1. Bukareszt 2. Katania 3. Neapol 4. Rzym-Fiumicino 5. Tel Awiw 6. Wenecja |